# ゆめタウンあらお
ゆめタウンあらおは、熊本県荒尾市に位置し、株式会社イズミが運営しているショッピングセンター、ゆめタウンシティモールの前身。当初は、イズミグループの株式会社ゆめタウン熊本が運営していた。
ニコニコ堂からの承継店舗の一つである。

## 概要
- 売場面積 - 11,618m2
- 営業時間 - 9:30-21:00

## 沿革
- 1997年4月25日 - ニコニコ堂・ホームセンターサンコー・鶴屋百貨店を核店舗としたショッピングセンター「あらおシティモール」オープン。
- 2002年8月24日 - ニコニコ堂がイズミに譲渡され、「ゆめタウンあらお」に変更。
- 2008年9月1日 - 運営会社のゆめタウン熊本が親会社のイズミに吸収合併され、イズミ直営店となる。

## 交通アクセス
- マイカー・タクシー
  - JR鹿児島本線 荒尾駅よりタクシーで約10分
  - JR鹿児島本線 大牟田駅より タクシーで約25分
  - 福岡方面からの場合
    - 九州自動車道南関インターより、グリーンランド方面へ約25分。
    - 国道208号（下り）の宮内交差点を左折。

  - 熊本方面からの場合
    - 九州自動車道菊水インターより、グリーンランド方面へ約25分。
    - 国道208号（上り）の本村交差点を右折。
- バス　
  - 産交バス JR荒尾駅より「バスセンター」行き（系統番号「桜1」「牛1」「ロ2」「グ1」「ロ1」「助2」「才2」）、荒尾産交・八幡台三丁目経由「玉名合同庁舎」行き（系統番号「玉3」）、水道局前・八幡台三丁目経由「八幡台一丁目」行き（系統番号「八3」）、「四ツ山環状線」（系統番号「助1」「才1」）乗車、あらおシティモール停留所下車（約13分）。

## 周辺施設
- グリーンランド
- 荒尾総合文化センター
- 荒尾市立緑ヶ丘小学校
- 荒尾運動公園
- 荒尾市民体育館
- 荒尾体育センター